# Championnat de Ligue Professionelle 1 2016-2017

## Squadre partecipanti
| Squadra            | Città       | Stagione precedente                               |
| ------------------ | ----------- | ------------------------------------------------- |
| Ben Guerdane       | Ben Gardane | 11º posto                                         |
| Bizertin           | Biserta     | 5º posto                                          |
| Club Africain      | Tunisi      | 6º posto                                          |
| Espérance          | Tunisi      | 2º posto                                          |
| Espérance Zarzis   | Tunisi      | 13º posto                                         |
| Étoile du Sahel    | Susa        | 1º posto                                          |
| Gabès              | Gabès       | 1º posto in Championnat de Ligue Professionelle 2 |
| Hammam Lif         | Hammam Lif  | 8º posto                                          |
| Kairouan           | al-Qayrawan | 9º posto                                          |
| Marsa              | La Marsa    | 10º posto                                         |
| Étoile de Métlaoui | Métlaoui    | 4º posto                                          |
| Olympique Béja     | Béja        | 3º posto in Championnat de Ligue Professionelle 2 |
| Sidi Bouzid        | Sidi Bouzid | 7º posto                                          |
| Sfaxien            | Sfax        | 3º posto                                          |
| Stade Gabèsien     | Gabès       | 12º posto                                         |
| Tataouine          | Tataouine   | 2º posto in Championnat de Ligue Professionelle 2 |

## Prima Fase

### Gruppo A
| Pos | Squadra          | G  | V | N | P | GF | GS | DG  | Pt | Qualificazione o retrocessione                                |
| --- | ---------------- | -- | - | - | - | -- | -- | --- | -- | ------------------------------------------------------------- |
| 1   | Sfaxien          | 14 | 9 | 3 | 2 | 18 | 5  | +13 | 30 | Qualificate al gruppo per il titolo                           |
| 2   | Étoile du Sahel  | 14 | 8 | 2 | 4 | 24 | 13 | +11 | 26 | Qualificate al gruppo per il titolo                           |
| 3   | Ben Guerdane     | 14 | 6 | 6 | 2 | 11 | 6  | +5  | 24 | Qualificate al gruppo per il titolo                           |
| 4   | Bizertin         | 14 | 6 | 4 | 4 | 13 | 12 | +1  | 22 | Qualificate al gruppo per la retrocessione                    |
| 5   | Espérance Zarzis | 14 | 3 | 6 | 5 | 9  | 14 | −5  | 15 | Qualificate al gruppo per la retrocessione                    |
| 6   | Kairouan         | 14 | 3 | 3 | 8 | 10 | 18 | −8  | 12 | Qualificate al gruppo per la retrocessione                    |
| 7   | Tataouine        | 14 | 2 | 6 | 6 | 13 | 15 | −2  | 12 | Qualificate al gruppo per la retrocessione                    |
| 8   | Sidi Bouzid      | 14 | 3 | 2 | 9 | 8  | 23 | −15 | 11 | Retrocessa al Championnat de Ligue Professionelle 2 2017-2018 |

### Gruppo B
| Pos | Squadra            | G  | V | N | P | GF | GS | DG  | Pt | Qualificazione o retrocessione                                |
| --- | ------------------ | -- | - | - | - | -- | -- | --- | -- | ------------------------------------------------------------- |
| 1   | Espérance          | 14 | 8 | 5 | 1 | 19 | 6  | +13 | 29 | Qualificate al gruppo per il titolo                           |
| 2   | Club Africain      | 14 | 8 | 3 | 3 | 21 | 10 | +11 | 27 | Qualificate al gruppo per il titolo                           |
| 3   | Étoile de Métlaoui | 14 | 6 | 4 | 4 | 15 | 16 | −1  | 22 | Qualificate al gruppo per il titolo                           |
| 4   | Stade Gabèsien     | 14 | 4 | 6 | 4 | 14 | 14 | 0   | 18 | Qualificate al gruppo per la retrocessione                    |
| 5   | Gabès              | 14 | 3 | 8 | 3 | 21 | 18 | +3  | 17 | Qualificate al gruppo per la retrocessione                    |
| 6   | Marsa              | 14 | 3 | 5 | 6 | 11 | 15 | −4  | 14 | Qualificate al gruppo per la retrocessione                    |
| 7   | Hammam Lif         | 14 | 2 | 6 | 6 | 14 | 25 | −11 | 12 | Qualificate al gruppo per la retrocessione                    |
| 8   | Olympique Béja     | 14 | 1 | 5 | 8 | 14 | 25 | −11 | 8  | Retrocessa al Championnat de Ligue Professionelle 2 2017-2018 |

## Seconda Fase

### Gruppo titolo
|                    | Pos. | Squadra            | Pt | G  | V | N | P | GF | GS | DR  |
| ------------------ | ---- | ------------------ | -- | -- | - | - | - | -- | -- | --- |
| Tunisia (bandiera) | 1.   | Espérance          | 26 | 10 | 8 | 2 | 0 | 18 | 2  | +16 |
|                    | 2.   | Étoile du Sahel    | 22 | 10 | 7 | 1 | 2 | 16 | 9  | +7  |
|                    | 3.   | Club Africain      | 16 | 10 | 5 | 1 | 4 | 17 | 11 | +6  |
|                    | 4.   | Sfaxien            | 12 | 10 | 3 | 3 | 4 | 11 | 10 | +1  |
|                    | 5.   | Étoile de Métlaoui | 9  | 10 | 3 | 0 | 7 | 8  | 18 | -10 |
|                    | 6.   | Ben Guerdane       | 1  | 10 | 0 | 1 | 9 | 0  | 20 | -20 |

Legenda:
      Campione di Tunisia e ammessa alla CAF Champions League 2018.
      Ammessa alla CAF Champions League 2018.
      Ammesse alla Coppa della Confederazione CAF 2018.

### Gruppo retrocessione
|  | Pos. | Squadra          | Pt | G  | V | N | P | GF | GS | DR  |
|  | ---- | ---------------- | -- | -- | - | - | - | -- | -- | --- |
|  | 1.   | Stade Gabèsien   | 23 | 14 | 6 | 5 | 3 | 12 | 7  | +5  |
|  | 2.   | Gabès            | 22 | 14 | 5 | 7 | 2 | 12 | 7  | +5  |
|  | 3.   | Bizertin         | 19 | 14 | 4 | 7 | 3 | 12 | 10 | +2  |
|  | 4.   | Kairouan         | 18 | 14 | 4 | 6 | 4 | 8  | 7  | +1  |
|  | 5.   | Espérance Zarzis | 18 | 14 | 5 | 3 | 6 | 10 | 14 | -4  |
|  | 6.   | Marsa            | 18 | 14 | 4 | 6 | 4 | 13 | 11 | +2  |
|  | 7.   | Hammam Lif       | 16 | 14 | 4 | 4 | 6 | 12 | 13 | -1  |
|  | 8.   | Tataouine        | 12 | 14 | 2 | 6 | 6 | 9  | 19 | -10 |

Legenda:
  Ammessa allo spareggio promozione/retrocessione.
      Retrocesse in Championnat de Ligue Professionelle 2 2017-2018.

#### Spareggio Promozione/Retrocessione
| Squadra 1 | Risultato | Squadra 2 |
| --------- | --------- | --------- |
| Marsa     | 0 - 2     | Médenine  |